# 괴수 대전쟁
《괴수 대전쟁》(怪獸大戰爭)은 한국에서 제작된 용유수 감독의 1972년 애니메이션, 가족, SF 영화이다. 대한민국에는 1972년 12월 23일 개봉되었다.

## 등장인물
- 하인리히 박 교수
- 범죄조직 스팩터의 에른스트
- X-1

## 제작진
- 세기상사 주식회사 제작
- 제작: 우기동
- 기획: 용유수
- 각본: 서현재
- 구성: 박천
- 원화: 임정규
- 동화: 김동택, 한헌명, 이춘산, 오흥선
- 선화: 박영숙, 이현주, 조숙자
- 채화: 정보옥, 양은주, 김순덕, 함미자
- 배경: 오응환
- 미술효과: 배상준
- 촬영: 조복동
- 현상: 한국천연색
- 편집: 현대영
- 녹음: 한양녹음실
- 음악: 전정근
- 음향효과: 최두호
- 감독: 용유수

## 같이 보기
- 고질라
- 괴수 대전쟁 (1965년 영화)(일본어판)
- 황금박쥐